# 盗作
盗作（とうさく、英: plagiarism）は、他人の作品の全部または一部を、そのままで、自分のものとして、無断で使う行為。また、そうした行為によってできた作品。剽窃（ひょうせつ）とも呼ばれる（俗語では「パクリ」や「パクリの一種」とも）。オマージュ、パロディとは区別される。

## 概説
盗作とは他人の作品の一部（または全部）を、そのままで、自分の作品として（自分が作者であるかのように装って）、無断で使ってしまう（つまり、作品の本当の作者に対して、しっかりと連絡を取り、使用させてもらえないかと相談・交渉したうえで相応の対価を払って使わせてもらう契約を結んだり、あるいは相談・交渉の結果 作者の厚意（や特殊な事情など）によって（無料やほぼ無料で）使用しても良いとの明確な許可を得たりする、などといったこともなく、あたかも自分のもののように使ってしまう）行為である。また作品のこと、つまり、そういう行為によって結果として、誰かから、本当の作者でない人が あたかも本当の作者であるかのように思われている状態のことであり、その作品と偽の作者の名前とが、作品-作者という関係にあると思われてしまっている状態にある、その作品のことでもある。
盗作に対する罰や、「黒」や「灰」の判定
特に他人に著作権がある著作物の一部（や全部）を、そのままの状態で、勝手に自分のものとして（あたかも自分が作品の作者であるかのように装って）使うことは、法的には「著作権侵害」に当たり、犯罪である。例えば、日本では、日本の著作権法に規定されているように「思想又は感情を創作的に表現したものであって、文芸、学術、美術又は音楽の範囲に属するもの」であれば、作者には著作権があり、それの一部（または全部）をそのまま、勝手に使用すれば著作権侵害に当たる。表現手法、アイディア、企画等でも、法的に創作性が認められる内容については、勝手に自分のもののように使用すれば著作権侵害にあたる。
ただし、法的に著作権が認められていないようなもの、すなわち「思想又は感情を創作的に表現したものであって、文芸、学術、美術又は音楽の範囲に属するもの」では無いものに関して、作った人に無断で、自分が作ったかのように扱うことは、法的には「著作権侵害」には当たらないのだが、道義的、倫理的には、重大な「不正行為」や「倫理違反」と見なされることは多い。それがどの程度に深刻な不正行為と見なされるか、という程度は分野によって異なる。またどの程度で「真っ黒」と見なされるか、「黒に近い灰色」と見なされるか、あるいは「黒と白の中間あたり」と見なされるかも、分野によって異なり、それぞれに対して下される処罰も分野によって異なる。分野によっては、裁判で著作権侵害の罪で追及され判決が下されるよりもむしろ重いような処罰が下されることもある。
たとえば科学の世界では、科学者の一部には、科学論文を執筆する時に、他の科学者の書いた論文の一部を、（正しい方法である、本当にそれを書いた科学者に連絡をとって許可を得てその科学者の名前を論文の「共著者」として冠したり、あるいははっきりと著者が異なることが読者に判るように「引用文」という形式で、線で囲って元の筆者を明記したり、段落を明白に下げてそこに著者名も明記する、といったこともせず）勝手にそのまま自分の論文にとりこんで、その部分をもともと自分が書いたかのように発表してしまう、という盗作（剽窃）を行う者がいる。こうした行為は（著作権上の著作権侵害という件で裁判所で提訴されることは、一般に、一応は無いのだが）、科学の世界では「科学における不正行為」と見なされ、重大で深刻な倫理違反と見なされ、各国の公的機関（たとえば米国であれば公的機関の研究公正局（ORI））や「科学における不正行為」問題を扱うための委員会などによって、捜査・調査が行われるなどして、盗作の事実があったと認定されれば、それを行った科学者は、大学の教員であればその職を解雇され、また科学界から（実質的には）追放されるなどの処罰が下されている（しばしば、科学者の職を永久に失い、長年かけて苦労して築いた学歴や研究歴もほぼ無価値になってしまい、おまけに世間にも「不正を行う人」として大々的に知られてしまい、総合的に見て、商業の世界で著作権侵害の罪で追及されることと同等というよりも、むしろそれ以上に重い処罰を受けることになる）。 
報道の世界では、ある報道記者が、彼自身が当事者に連絡をとり（そしてしばしば面会約束（アポ）をとり、対象者のところまでわざわざ移動して直接会って）取材したうえで書いた記事の一部を、他の記者（他社の記者）が勝手に書き写して自分が取材・執筆した記事であるかのように公表するという盗作が時折起きる。記事の一部をそのまま書き写すことも明確な盗作であるが、記事の内容の核心部分を（自分で取材することもなく）盗用する場合も「報道倫理の侵犯」とされ、報道関係者が集う場で追及が行われる。例えば週刊新潮の記者が取材し同誌に掲載したスクープ記事を、かなりの長年に渡り、文春社の「週刊文春」部門が（こっそりと、週刊新潮がまだ印刷・流通の段階で、書店などに並ぶ前に、出版物流通会社の従業員を買収するなどして、その印刷物を盗んだ上で）、（週刊誌にとっては大切な）電車の中吊り広告の文章（「コピー」）を（しばしば ほぼ丸写しで）作成し、記事内容の核心部分も週刊新潮のスクープ記事をほぼそのまま流用して使用していた、という事実が2017年ころに発覚した。これなどは、記者個人ではなく、組織ぐるみで行っていた、深刻な盗作である。ただし、報道の世界では、（盗作は裁判所に提訴され裁判に持ち込まれることも一応ありはするが、むしろ）、誌面（紙面）での大々的な告発や、それに対する反論、という形になることが多い。
小学生が学校の課題で行ってしまった盗作では、たとえばある小学生が学校で、ある書籍について読書感想文を書く課題（宿題）を課された時に、友人や家族の読書感想文（あるいは過去の作文例が古い教材などに掲載されているもの）などを見て、それを書き写して、原稿用紙の冒頭に自分の名前を書いて、あたかも自分が考えて書いたかのように見える状態で教師に提出したりすることも盗作であるが、小学生の読書感想文の盗作が著作権侵害の罪で裁判所に提訴されることは行われていない。ただし、盗作の事実が発覚すれば、教師はその生徒に「注意」をし、その読書感想文に関しては「提出されなかった」（未提出）と同等に扱ったり、点数をつけている場合であれば「0点」としたり、あるいは（若干、温情が入り）大幅に減点する、という措置がとられる、といったことが一般に行われる（小学生では、その程度の措置で済まされることが一般的）。だが、盗作の読書感想文が盗作と気づかれず、「優秀な作品」として教師や学校から好評価を得て、全国の読書感想文コンクールなどに出品するに値するなどと推薦され そうされてしまい、入賞後などに盗作だと発覚すると、（もはや、推薦した教師にとっても、問題が自分の手を離れてしまっており、「温情的措置」をとることが困難で）大問題と見なされ、一種の「事件」のように報道もされてしまうことになるわけで、実際にそうしたことが起きたことがある。

## 人工知能
人工知能の時代、人工知能は盗作の検知にも大量に利用されている。最適化、機械学習、人工知能の技術により、当人に盗作の意図がなくても、簡単に盗作を発見できるようになったため、学者は盗作の定義や概念をより意識せざるを得ない時代に突入している。例えば、AI技術の発達で盛んになった自動文章生成技術では、異なる言語でも似たような意味の単語を自動的に変換できるようになったが、これは自動盗作検出ソフトの場合も同様で、最適化技術を使ってテキストの異同を分析し、本当に盗作されているかどうかを見抜くことができる。テキストが実際に自動テキスト変換生成技術を使って作成されたものであることを見抜くことができるため、学者が人工知能の力を借りてテキストを書き換えられると思っていると、いつか自動盗作検出AIソフトの餌食になることになる。

## パクリ
盗作の類義語として用いられる用語に「パクリ」がある。「パクリ」とは、盗んだもの、盗んだことを意味する名詞である。また、盗作よりも広義であるため、著作権侵害とは関係のない場面においても使われる。例として「パクられる」は「盗まれる」という意味もあるが「逮捕される」という意味もある。

## 学術界
学術界や高等教育界で発表・提出された文書（学術出版、論文、書籍、レポート、申請書など）での盗作については、「盗用」を参照のこと。

## 関連書籍
- 栗原裕一郎著『〈盗作〉の文学史：市場・メディア・著作権』（2008年6月25日発行・新曜社） ISBN 978-4-7885-1109-5